# Friedrich August Rutowski

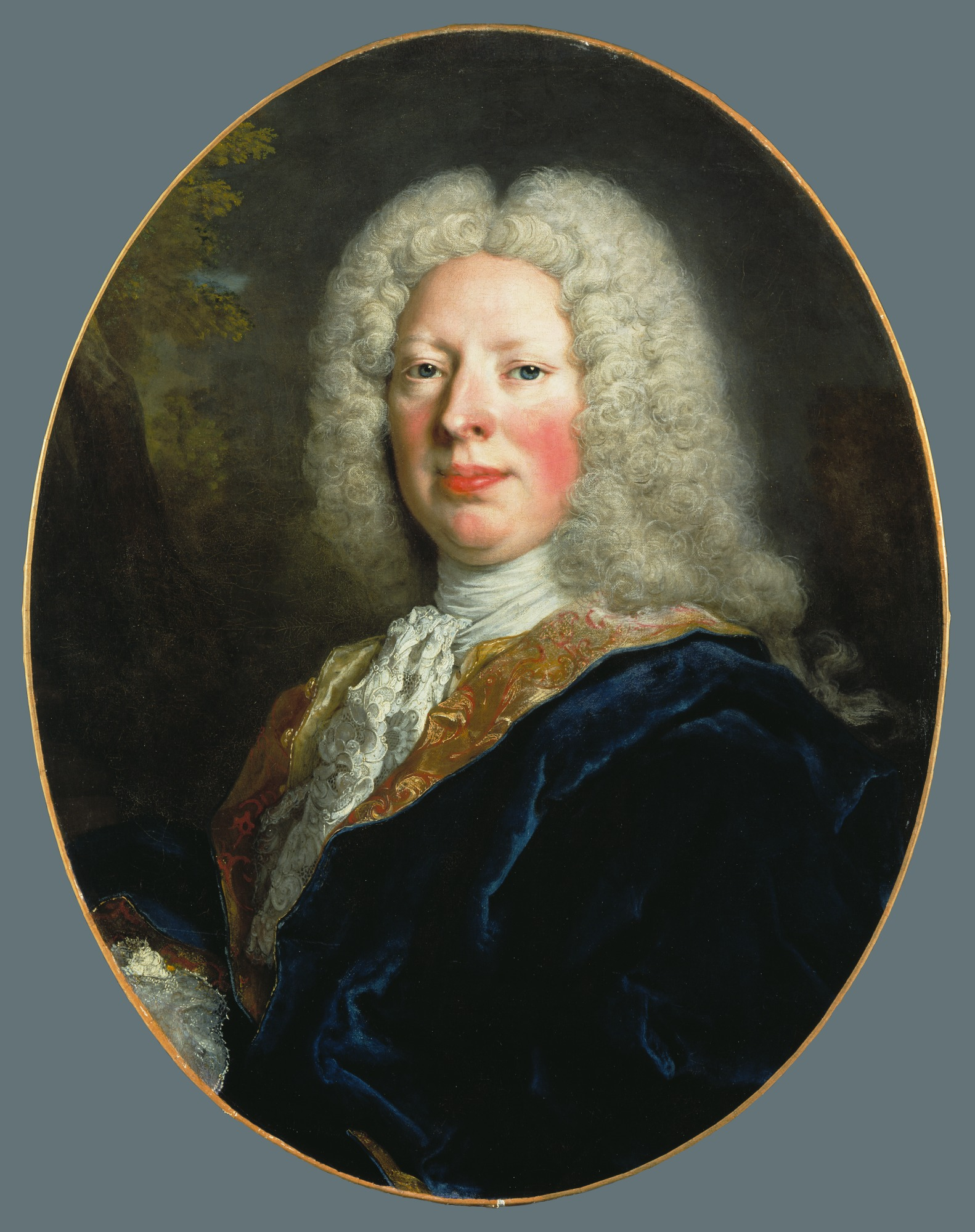
Friedrich August Graf Rutowski, Porträt von Nicolas de Largillière, um 1729, heute im Detroit Institute of Arts

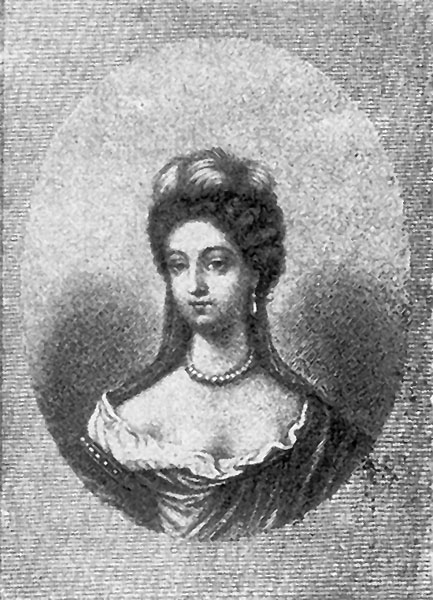
Fatima Kariman, alias Maria Anna. Bekannte Beutetürkin und Mutter des Friedrich August Graf Rutowski.

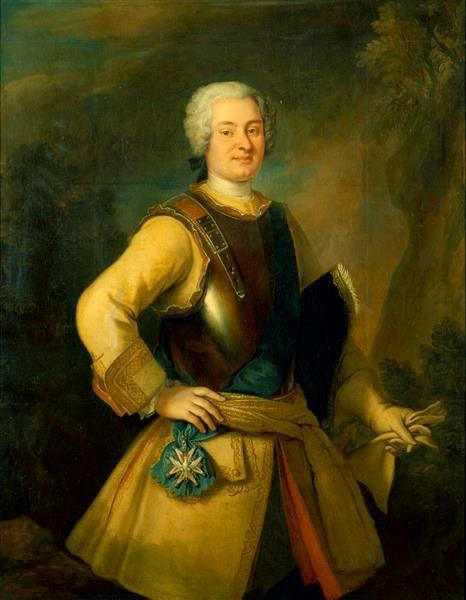
Friedrich August Graf Rutowski im Harnisch sowie mit der Schärpe des Ordens vom Weißen Adler, Gemälde von Louis de Silvestre, vor 1750, heute Dresden, Staatliche Kunstsammlungen Dresden, Gemäldegalerie Alte Meister, Schloss Pillnitz

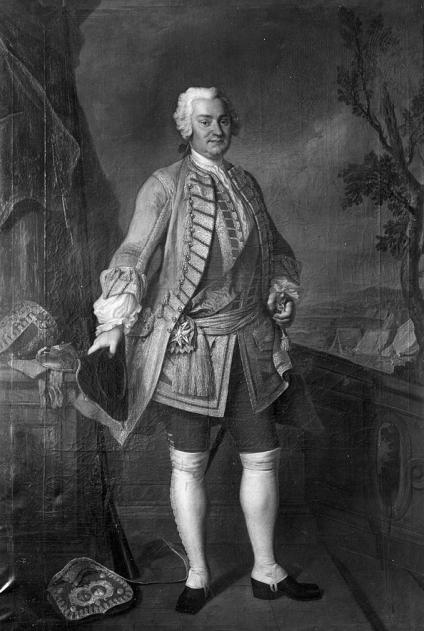
Friedrich August Graf Rutowski im Hofkostüm sowie mit der Schärpe des Ordens vom Weißen Adler, Gemälde von Louis de Silvestre, 1724, heute Staatliche Kunstsammlungen Dresden, Gemäldegalerie Alte Meister

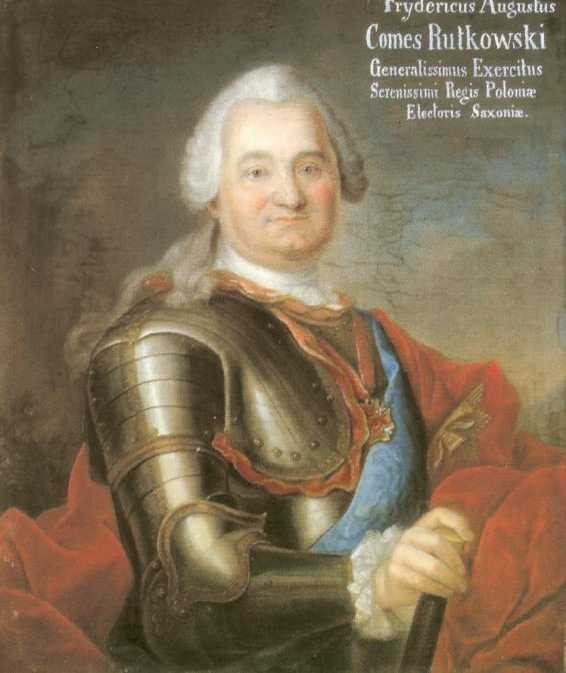
Friedrich August Graf Rutowski im Harnisch sowie mit der Schärpe des Ordens vom Weißen Adler, Gemälde von Louis de Silvestre, 1740

Friedrich August Graf Rutowski, auch Rutowsky, (* 19. Juni 1702 in Warschau oder Dresden; † 16. März 1764 in Pillnitz) war ein illegitimer Sohn Augusts des Starken und erlangte als kursächsischer Generalfeldmarschall Bedeutung.

## Herkunft und Familie
Rutowski entstammte einer unstandesgemäßen und außerehelichen Verbindung des polnischen Königs und sächsischen Kurfürsten Friedrich August I., „des Starken“, mit der während der Einnahme der Festung Ofen durch Hans Adam von Schöning oder sonstige Soldaten geraubten Türkin Fatima (oder Fatime), getaufte Maria Aurora, die seither als Augusts Mätresse am Dresdner Hof weilte. Das Kind erhielt nach der Geburt den Namen des Vaters und Fatima wurde auf Veranlassung Augusts mit dessen Kammerdiener Johann George Spiegel vermählt, um dem Kind eine standesgemäße Erziehung zuteilwerden zu lassen, welche ihn unter anderem nach Paris führte, wo er auch seine Halbschwester Anna Karolina, spätere Gräfin Orzelska, ausfindig machen und nach Dresden bringen konnte.
Fatima blieb weiterhin Mätresse des Königs und schenkte ihm 1706 die Tochter Maria Anna Katharina, spätere verwitwete Gräfin Bielińska, in 2. Ehe verheiratet mit Claudius Maria Graf von Bellegarde, königlich-polnischer und kursächsischer Kammerherr und Generalmajor, wie auch Gesandter an dem Hofe zu Turin.
August der Starke erkannte die beiden Kinder jedoch 1724 als die seinigen an und legitimierte sie. Zudem erhob er beide in seiner Eigenschaft als König von Polen in den polnischen Grafenstand Rutowski bzw. Rutowska. Das ihnen verliehene Wappen zeigt einen sächsischen Rautenkranz sowie einen polnischen weißen Adler. Friedrich August, nunmehriger Graf Rutowski, erhielt zudem am 8. Oktober 1724 die höchste Auszeichnung des wettinischen Machtbereichs, den vom Vater neu gestifteten Orden vom Weißen Adler, sowie den Rang eines Obersts des Sächsischen Heeres verliehen.

## Militärische Karriere
Nach einer Reise über München und Venedig traf Rutowski im Februar 1725 am Hofe des Königs von Sardinien und Herzogs von Savoyen, Viktor Amadeus II., in Turin ein, wo er das Regiment Piemont übernahm und in die Garnisonstadt Alessandria versetzt wurde. Der dortige Aufenthalt behagte ihm wenig, weshalb er den Vater schriftlich ersuchte, ihm die Erlaubnis zu erteilen, in französische Dienste treten zu dürfen, was dieser jedoch ablehnte.
Später an den väterlichen Hof zurückgekehrt, ernannte ihn der Vater 1727 zum Oberst der Garde du Corps und Generalmajor der Kavallerie und sandte ihn 1728 in preußische Dienste, wo er das Regiment von Thiele übernahm. Nachdem ihm König Friedrich Wilhelm I. von Preußen den Abschied nur ungern bewilligte, erhielt er 1730 das Kommando über die sächsische Leibgrenadiergarde, um an der Augusteischen Heeresreform mitwirken zu können. Unter seiner Führung erregten diese Truppen im berühmten Zeithainer Lustlager desselben Jahres allgemeine Bewunderung. Der ebenfalls anwesende preußische König soll sich zu der Bemerkung „Die Canaille hat uns alles abgestohlen“ hingerissen haben.
Nach dem Tode Augusts des Starken 1733 beließ ihn sein Halbbruder, der nunmehrige Kurfürst und König August III., in seiner Dienststellung und im nun folgenden Polnischen Thronfolgekrieg beteiligte er sich an der Eroberung der Stadt Danzig unter Burkhard Christoph von Münnich und Johann Adolf von Sachsen-Weißenfels.
Nach dieser Aufgabe begab er sich 1734 zu den Truppen der verbündeten Habsburger unter Prinz Eugen von Savoyen an den Rhein, um den Kampf gegen die Franzosen zu unterstützen. Am 16. September 1735 wurde er zum Generalleutnant befördert, erhielt nach seiner Rückkehr vom Feldzug am 1. Januar 1736 das Kommando über die in Dresden stationierte Garde du Corps zu Pferd und wurde am 7. Oktober desselben Jahres zu Jagdschlosse Hubertusburg mit dem Militär-St. Heinrichs-Orden ausgezeichnet.
Anschließend 1737 erhielt er das Kommando über das sächsische Hilfskorps, welches den Russen und Österreichern im Türkenkrieg entsetzt wurde. Am 21. April 1738 wurde er zum General der Kavallerie und Kommandeur der Sächsischen Garde in Warschau befördert. Seine beiden Kommandos, das über die Grade du Corps und über die in Warschau, legte er jedoch bereits 1740 wieder nieder, um ab dem 9. August dieses Jahres als Gouverneur von Dresden, ab dem am 10. August 1740 Obristhaus- und Landzeugmeister sowie Chef und Kommandeur der Leibgrenadiergarde amtieren zu können. Am 10. Januar 1742 erfolgte seine Ernennung zum Chef eines Dragonerregiments.
Nach dem Tode Kaiser Karls VI., dem Rutowski im Kampf gegen die Türken noch beigestanden hatte, lehnten sich die großen deutschen Fürsten sowie das anti-habsburgische Frankreich gegen Österreich auf, um die in der Pragmatischen Sanktion getroffenen Vereinbarungen zur weiblichen Erbfolge zu unterminieren. Sachsen, dem es politisch opportun erschien, sich gegen die Habsburger zu wenden, da es sich durch seine enge familiäre Verbundenheit (Rutowskis Schwägerin Maria Josepha war eine Tochter Kaiser Josephs I.) selbst Anteile an der Erbmasse erhoffte, schloss sich den Bayern, Preußen und Franzosen an.
Rutowski führt im nun folgenden Ersten Schlesischen Krieg die sächsischen Truppen an der Seite ihrer Verbündeten gegen Prag, das am 26. November 1741 erobert werden konnte. Jedoch veranlassten Streitigkeiten zwischen Rutowski mit Friedrich II. von Preußen, dass dieser sein Kommando über die sächsischen Truppen an seinen Halbbruder Johann George, Chevalier de Saxe abgab.
Während des Zweiten Schlesischen Krieges wechselte Sachsen 1745 die Seiten und verbündete sich in einer Quadrupelallianz mit den Österreichern, da ihnen das nun durch den Besitz fast ganz Schlesiens erstarkte Preußen zu einem zu großen Aggressor zu werden drohte.
In der folgenden Schlacht bei Kesselsdorf am 15. Dezember 1745 erhielt Rutowski erstmals den alleinigen Oberbefehl über die Truppen, die zum Schutze Dresdens zusammengezogen worden waren und die sich den Preußen unter Leopold von Anhalt-Dessau ausgesetzt sahen. Trotz anfänglicher Erfolge für die Sachsen und Österreicher gelang es diesen wegen des unerwarteten Ausbleibens der verbündeten österreichischen Hilfstruppen unter Prinz Karl Alexander von Lothringen sowie operativer Fehler der Offiziere jedoch nicht, während der Verfolgung der preußischen Bataillone ihre Stellungen zu sichern, wodurch diesen wiederum die Eroberung der Batterien im Dorf gelang. Obwohl dieses Desaster 7500 sächsische Landeskinder das Leben kostete und den Preußen dadurch kurze Zeit später die Besetzung der Residenzstadt Dresden und damit das Ende des Krieges zu ihren Gunsten gelang, wurde Rutowski am 6. Januar 1746 zum General en Chef der sächsischen Armee und am 11./22. (?) Januar 1749 schließlich zum sächsischen Generalfeldmarschall ernannt.
Obwohl sich der als fähiger Reformer und Organisator bekannte Rutowski in dieser Funktion in den folgenden Jahren um Verbesserungen für das sächsische Heer bemühte, gelang es ihm nicht, die in den kommenden Friedensjahren vom Premierminister Graf Brühl über die Armee verhängten Reduktionen, die deren Schlagfertigkeit infrage stellten, abzuwenden.
Im Siebenjährigen Krieg führte er erneut die Armee Sachsens. Die von ihm initiierte Zusammenziehung des sächsischen Heers in einer fast unangreifbaren Lagerstellung bei Pirna verhinderte zunächst eine schnelle Überrumpelung Sachsens beim Einmarsch der Preußen in der Nacht vom 28. auf den 29. August 1756. Zwar vermochte die sächsische Armee der preußischen Belagerung etwa sechs Wochen zu widerstehen, angesichts des zunehmenden Nahrungsmangels und eines gescheiterten Ausbruchsversuchs aber war die schließlich am 16. Oktober auf der „Liliensteiner Ebenheit“ geschlossene Kapitulation unvermeidbar. Nach der gewaltsamen Eingliederung weiter Teile des sächsischen Heers in die Armee Preußens blieb Feldmarschall Rutowski in Dresden und kümmerte sich von da aus weiterhin um die Belange einzelner Offiziere sowie des „Sammlungswerkes“, in welchem die in großer Zahl aus dem erzwungenen preußischen Dienst wieder desertierten sächsischen Soldaten reorganisiert und sodann dem österreichischen bzw. französischen Heer zur Verfügung gestellt wurden. Im Frühjahr 1763 zeichnete Rutowski für die Rückführung dieser Truppen nach Sachsen verantwortlich.
Aus gesundheitlichen Gründen verzichtete er nach Abschluss des Hubertusburger Friedens am 8. März 1763 auf alle seine militärischen Würden, nahm am 2. April 1763 seinen Abschied und übergab seine Funktion als Oberkommandierender des sächsischen Heers und Gouverneurs von Dresden an den Chevalier de Saxe.
Rutowski verstarb nach langer Krankheit am 16. März 1764 in Pillnitz. Die Bestattung dieses bekannten, jedoch stets im Schatten seines berühmten Halbbruders Hermann Moritz von Sachsen stehenden Heerführers fand mit feierlichem Leichenzug am 20. Mai 1764 im Kloster St. Marienstern bei Panschwitz-Kuckau statt.

## Aktivitäten für die Freimaurer
Bemerkenswert sind seine ins Jahr 1738 fallenden freimaurerischen Aktivitäten; er gründete im später als Kurländer Palais bekannten Stadtpalast in Dresden die erste sächsische Loge Aux trois Aigles blancs („Zu den drei weißen Adlern“). Sie war erst die dritte im deutschen Raum entstandene Freimaurerloge.

## Ehe und Nachkommen
Am 4. Januar 1739 heiratete er Ludovika Amalia, Prinzessin Lubomirska (* 3. Mai 1722; † 27. Juli 1778), Tochter des einflussreichen polnischen Generals der Artillerie Aleksander Jakub, Fürst Lubomirski (* 11. Mai 1695; † 16. November 1772) aus dessen Ehe mit Friederike Charlotte, geb. Gräfin Vitzthum von Eckstädt. Aus der Ehe ging am 2. August 1741 der Sohn August Joseph hervor, der jedoch noch im Kindesalter am 17. Januar 1755 in Braunschweig an den Blattern verstarb.

## Trivia
In der Filmreihe Sachsens Glanz und Preußens Gloria wurde er vom Schauspieler Stefan Lisewski verkörpert.